# Ulrich Schneider (Mediziner)
Ulrich Schneider (* 14. Oktober 1911 in Halle (Saale); † nach 1981) war ein deutscher Röntgenologe und Hochschullehrer.

## Leben und Werk
Schneider studierte nach dem Schulabschluss Medizin und promovierte an der Medizinischen Akademie Düsseldorf 1937 zum Dr. med. 1952 wurde er an der Universität München zum Privatdozenten und 1960 zum außerplanmäßigen Professor. Er war Chefarzt der Abteilung Röntgen-Diganostik und Physikalische Therapie, später der Strahlenabteilung, des Stiftsklinikum Augustinum in München. Neben Physikalischer Therapie war die Röntgenologie sein Forschungsschwerpunkt.

## Schriften (Auswahl)
- Ueber Nagelbett- und Fingerkuppenpuls. Halle/S. 1937.
- Zum Problem der Atembewegung des Menschen. In: Heilkunst 70 (1959), S. 388 ff.